# M-2010 (装甲車)
M-2010は、北朝鮮が開発した装輪式の装甲兵員輸送車。M-2010は米国国防総省が付けたコードネームであり、北朝鮮における正式名称は不明である。

## 概要
北朝鮮は装甲兵員輸送車として装軌式の323式を朝鮮人民軍等で幅広く運用していた。その傍らで装輪式装甲車の開発も進めており、1992年の朝鮮人民軍創立60周年記念パレードにおいて、BRDM-1装甲偵察車に影響を受けた４輪駆動のM-1992を公開したものの、少数のみが生産されたと考えられている。
北朝鮮は2001年、ロシアとの間で「防衛産業と軍事機器での分野での協定」を締結、その翌年に北朝鮮はロシアから32両のBTR-80A歩兵戦闘車の受領に成功した。おそらく当初から技術のコピーと国内生産化が目的だったとされ、北朝鮮はBTR-80Aの導入から間もなくして８輪駆動の装輪装甲車の開発、生産を開始、2010年の朝鮮労働党創立65周年記念パレードで初めて公開された。

## 構造

### 車体
ガンポートを323式やBTR-60と同一の物を装備し、エンジンとしてPT-76Bと同じV-6Bディーゼルエンジンを搭載するなど、BTR-80に北朝鮮が開発・運用した様々な装甲車両を融合させたような外見となっている。
兵員室はBTR-60/70/80と同じく車体中央部に配置されており、車体側面および上面のハッチから乗降する。一方で車体側面ハッチは2分割構造から一体型の片開き扉となっており、車体右側面にあったNBC防護システムを銃塔後部に移動したことで大型化している。また前輪と後輪の間にある乗降用ステップも１段から2段に変更、水中走行時に展開するトリムベーンのサイズも小型化し、車体後部のウォータージェットもPT-76と同じく2基搭載している。

### 武装
参考元となったBTR-80Aでは2A72 30mm機関砲とPKT7.62mm同軸機銃を備えたBBPU砲塔を搭載していたが、M-2010では323式から発展した14.5mm重機関銃2挺と7.62mm同軸機銃を1挺備えた銃塔を搭載している。2013年から確認された車両には銃塔後部にMANPADS発射機を装備しており、予備弾を銃塔後方の収納箱に入っていると推測される。

## 型式
M-2010 I型
初期型。後期生産型からガンポートをBTR-80に酷似した物に変更されている。
M-2010 II型
後期型。エンジンをKamAZ-7403ディーゼルエンジン(240馬力)のコピー品に換装し、排気管カバーの形状も変更された。またウォータージェットを1基に減らしている。

## 派生型
偵察戦闘車型（正式名称不明）
車体を2輪分短縮しており、銃塔も側面ハッチの上部に移動した。収容兵員数は3～4人に減少したものの、重量が軽減されたことで機動性と速度性が向上したと推測される。
M-2018
対戦車車両型。上記の偵察戦闘車型の車体に砲塔型キャニスターを乗せ、スパイクNLOSやHJ-10に類似した赤外線画像誘導式対戦車ミサイル(名称不明)を８基搭載している。

## 運用
M-2010は海外市場向けに提案したことはあったものの、輸出されたことはなく朝鮮人民軍への配備に留まっている。
演習や軍事パレード以外での確認事例として2015年11月9日に行われた李乙雪の葬儀で非武装のM-2010 II型が登場しており、遺体が入った棺を車体後部に乗せた状態で平壌市内を走行している。
2020年の軍事パレードにおいて、M-2010の発展型と思われるストライカー装甲車に酷似した8輪駆動式の装甲兵員輸送車(DoD識別コード「M-2020」)が登場している。

## 運用国
- 朝鮮民主主義人民共和国 - 正確な生産数は不明なものの、派生型を含めて800両以上が生産されたと推測されている[1]。
- ロシア - 2024年8月1日、ウクライナ政府はロシア軍がM-2018を配備したと発表した[3]。